# Hydropsyche alarensis
Hydropsyche alarensis là một loài Trichoptera trong họ Hydropsychidae. Chúng phân bố ở miền Cổ bắc.